# Super Princess Peach
Super Princess Peach (яп. スーパープリンセスピーチ Су:па: пуринсэсу Пи:ти) — компьютерная игра, изданная компанией Nintendo в 2005 (в Японии) и 2006 годах (в остальных регионах) для портативной игровой консоли Nintendo DS.
В роли главной героини выступает принцесса Пич. По сюжету игры Боузер похищает Марио, Луиджи и Тоада. Узнав об этом, принцесса Грибного королевства собирается сама найти главных героев, чтобы спасти их.
Игровой процесс в Super Princess Peach идентичен другим играм в жанре платформер: игрок должен пройти 8 локаций, в каждой из которых по 5 уровней и завершающим шестым уровнем с боссом.

## Сюжет
Недалеко от Грибного королевства прилегает остров Эмоций (яп. キド・アイラック島 Кидо-Айракку-То:, «Остров Эмоций», англ. Vibe Island), который, по слухам, обладает некой таинственной силой. Боузер решает построить на острове летнюю виллу, в надежде овладеть силой острова. В ходе исследований острова, один из его подданных находит легендарный Скипетр Эмоций. Он отправил Гумбу и Братьев Молота в Замок Принцессы Пич, чтобы расквитаться с Марио. С помощью силы Скипетра Эмоций, Гумба заставил окружающих испытывать сильные эмоции и хаотично носиться по замку, потеряв над собой контроль. Пока прислуживающие Тоады в замке страдали от силы скипетра, Братья Молот захватили Марио, Луиджи и Тоада. Через некоторое время Пич и Тоадсворф (англ. Toadsworth) возвращаются в замок после прогулки, обнаружив, что Марио и Луиджи нет, а Тоады, находясь в состоянии аффекта, бесконтрольно носятся по замку. Тоадстворф находит записку от Боузера о похищении Марио и друзей, на что Пич очень сильно разозлилась и побежала прочь из замка. Тоадсворф догоняет её и уговаривает вернуться, но Пич настаивает, что должна спасти Марио. В конце концов, Тоадсворф вручает ей зонтик. Когда Пич открывает его, с удивлением видит, что это не простой зонтик: это говорящий зонтик Перри (яп. カッサー Касса:, От слова 「傘」(Каса — «Зонтик»)), обладающий магическими способностями. Тоадсворф купил этот зонтик у некого торговца, который нашёл его ранее. Перри сказал, что знает остров Эмоций как свои пять пальцев, и согласился помочь Пич в её приключении.
Своё путешествие Пич вместе с Перри начинают с «Равнины "Траляля"» (яп. ランタッタ平地 Рантатта Хирати, «Равнина Ля-Дэ-Да», англ. Ladida Plains). Освободив Тоадов по пути, Пич встречается с Пираньей Питти, которого побеждает, переполнив его брюхо своими слезами и раздавив его своим прыжком. Продолжая своё путешествие через «Лес Ху» (яп. モーリの森 Мо:ри-но-Мори, «Лес Мори», англ. Hoo’s Wood), Пич и Перри забрались на очень высокое дерево, где столкнулись с лесным стражем — огромной самкой филина Ху, которая удерживала очередного Тоада. Одолев Ху в нелёгком сражении, Пич попадает во владения Короля Бу «Визжащий особняк» (яп. ヒュードロやしき Хю:доро Ясики, «Призрачный особняк», англ. Shriek Mansion), где томились остальные похищенные Тоады. Пройдя через армады призраков Бу, принцесса находит самого короля Бу. Пич, в порыве гнева, поджигает находящиеся в зале светильники, из-за чего Король Бу рассеивается, не выдержав яркого света, и пленный Тоад был освобождён. Дальше путь Принцессы Пич пролегает через бушующий лавой «Вулкан Ярости» (яп. ムカム火山 Мукаму-Кадзан, «Гневный вулкан», англ. Fury Volcano). Пройдя по камням через лаву и пышущие огнём гейзеры, Пич и Перри побеждают гигантскую Егозу (англ. Wiggler). Затем, путь Принцессы Пич приводит на «Волнистый Пляж» (яп. スイスイビーチ Суйсуй-Би:ти, «Плавательный пляж», англ. Wavy Beach), где её чуть не поймал своими щупальцами гигантский кальмар Гупер-блупер (англ. Gooper Blooper), но благодаря Перри, Пич была на чеку, и, отдавив ему щупальца, обожгла его в порыве гнева. После чего он уплыл, отпустив на свободу очередного Тоада.
После жаркого пляжа, Пич и Перри продолжают свой путь через ледники «Плачущего айсберга» (яп. シクシク氷山 Сикусику-Хё:дзан, «Плачущий айсберг», англ. Gleam Glacier). От холода и тоски по Марио, Пич своими слезами покрывала мосты льдом, что помогало ей пройти через узкие щели и выталкивать тяжёлые грузы, освобождая себе путь. На пути Пич встала дракониха Близавра (яп. ブリザドラス Буридзадорасу, «Близадорас», англ. Blizzaurus), которая защищала себя ледяным щитом. В порыве гнева, Пич растопила щит Близавры и подпалила её. Когда Близавра ослабла, она приняла свой настоящий облик феи. В конце концов, Близавра растаяла, и от льда был освобождён очередной похищенный Тоад. Чтобы сократить путь к логову Боузера, Пич вместе с Перри проходит по облакам через «Радостное небо» (яп. スカイ・ザ・ルンルン Сукай-Дза-Рунрун, «Небо, Радость», англ. Giddy Sky), где в заточении магикупы Камека томился Луиджи. Пич воспарила от радости, что Марио где-то недалеко, и, кружась, закружила Камека до того, что у него закружилась голова и он потерпел поражение, отпустив Луиджи на свободу. Пич на подходе к вилле Боузера — огромному замку, полному смертельных ловушек и кишащему различными врагами. Пройдя все лабиринты замка, Пич столкнулась лицом-к-лицу с Боузером. Победив вставший на пути отряд Братьев Молота, в порыве гнева, Пич и Перри вызвали на бой самого Боузера. Уворачиваясь от пламени и гигантских молотов, Пич побеждает Боузера, но затем тот применил Скипетр Эмоций, чтобы вырасти до гигантских размеров. Разломав крышу замка, Боузер всеми силами старался убить Пич, но, с помощью Перри, Пич закидала его Боб-омбами, завалив его окончательно. Пич, взяв Перри, ударила им Боузера так сильно, что тот улетел в никуда. После того, как Боузер был повержен, Пич и Перри освобождают Марио из клетки. После чего Пич кидается ему в объятия и целует, а Марио, взяв её на руки, достаёт для неё из шапки букет цветов.

### Зонтик Перри
После прохождения каждой локации, открывается сцена отдыха у костра, где видны фрагменты биографии Перри.
Давным-давно, Перри был маленьким мальчиком, у которого были мистические способности. Его усыновил одинокий добрый старичок, найдя его одного где-то на горе. Они жили счастливо до тех пор, пока не появился злой волшебник вместе со своим сообщником. Они захотели похитить мальчика, почуяв в нём огромное могущество. Дедушка попытался защитить Перри, но волшебник применил заклинание, от которого Перри превратился в зонтик, который они забрали себе, разлучив последнего с Дедушкой. Перри удалось сбежать от похитителей, выползнув из кармана. После чего, он остался обездвижено лежать на дороге, не умея говорить. Однажды, его подобрал мимо проходящий торговец, который позже продал его Тоадсворфу.

## Игровой процесс
Игрок управляет принцессой Пич, а не самим Марио, перемещаясь по уровням, собирая монеты, побеждая врагов и освобождая запертых в ящики Тоадов. В игре имеется 8 локаций (Равнины "Траляля", Лес Ху, Призрачный особняк, Вулкан Ярости, Волнистый Пляж, Плачущий айсберг, Радостное небо и Вилла Боузера (яп. クッパ別荘 Куппа-Бессо:, «Вилла Куппы», англ. Bowser's Villa)), каждая из которых состоит из пяти основных уровней и завершающего уровня — сражения с боссом. На уровнях встречаются блоки Перри, ударив которые, можно получить подсказки по игре. На каждом уровне спрятаны по три ящика, в каждом из которых спрятан похищенный Тоад. В каждой локации спрятаны 16 Тоадов — 15 из которых спрятаны на уровнях, и один спрятан у босса, за исключением локаций «Радостное небо» и «Вилла Боузера», где у Камека в «Радостном небе» спрятан Луиджи, а у финального босса — Марио. Основная задача игрока состоит в том, чтобы найти и освободить всех Тоадов на уровнях, ударяя по ящикам зонтиком Перри, и дойти до выхода, который обозначен голубой рулеткой из цветов, запрыгнув в которую можно получить бонус из монет, в зависимости от выпавшей фигурки.
В начале каждого уровня битвы с боссом, игроку предстоит сыграть в мини-игру, используя стилус, в которой нужно безопасно провести Пич через различные препятствия, используя стилус, например: натягивать батуты, на которых стоит Пич, управлять крутящимся бревном не зацепив колючие ветки или летящие стрелы, либо ломать летящие камни или отпугивать призраков Бу. Если Пич во время мини-игры коснётся препятствия или упадёт вниз, игроку придётся начать мини-игру сначала.
После прохождения мини-игры, Пич окажется перед зелёной трубой и блоком Перри, где Перри кратко расскажет Пич о боссе, с которым ей предстоит сразиться. Чтобы вступить в схватку с финальным боссом, игроку необходимо спасти всех Тоадов на уровнях. Пройдя всю игру, игрок может пройти уровни снова, чтобы собрать дополнительные бонусы (кусочки пазлов, мелодии), а также чтобы открывать доступ к дополнительным уровням.
В игре представлены многочисленные враги из классической серии Марио такие, как Гумбы, Черепахи Купы, Братья Молот, Пуля Билл. Некоторые из них попали под влияние сил острова Эмоций, из-за чего постоянно находятся в состоянии аффекта, например, плачущий синий Гумба, или разгневанная черепаха Купа.
В верхнем левом углу имеются счётчик здоровья (ряд сердечек, каждое из которых вмещает 2 единицы здоровья) и зигзагообразный счётчик силы Эмоций (аналогично запасу маны в различных играх жанра фэнтези, определяющий запас энергии для использования магии). Если прикоснуться к врагу или к опасному препятствию, Пич теряет одну единицу здоровья. Когда здоровье доходит до нуля, игроку приходится начинать уровень сначала. Количество жизней не ограничено. Силы острова Эмоций влияют на некоторых врагов, заставляя их бесконтрольно испытывать различные эмоции, однако, Пич способна управлять этой силой, используя её для прохождения различных препятствий, решения головоломок и битв с боссами. Счётчик силы Эмоций показывает, сколько осталось у Пич энергии на эмоции — особых магических навыков. Чтобы восстанавливать запасы силы Эмоций, Пич необходимо подбирать голубые сапфиры — Красталы Эмоций, либо поглощая врагов с помощью зонтика Перри.
На сенсорном экране отображаются четыре сердца настроения — радость, печаль, гнев и спокойствие, нажав на одно из них, активизируются особые способности, которые нужно использовать для решения головоломок и во время боёв с врагами:
- Радость (Жёлтое сердце) — позволяет Пич испытывать сильнейшую радость, она начинает «петь в душе», благодаря чему она может взлетать вверх. А когда она начинает спускаться вниз, образует небольшой смерч, которым рассеивает туманы и сдувает многих врагов.
- Печаль (Синее сердце) — Пич будет рыдать, образуя из слёз мощные струи воды во обе стороны, а также давая ей возможность мчатся очень быстро во все стороны. С помощью этой эмоции она сможет поливать растения, безопасно перебегать хлипкие мостики, а также догонять очень быстро движущегося врага.
- Гнев (Красное сердце) — Пич придёт в ярость, объяв себя в мощное пламя, что делает её неуязвимой. Пламя, окутавшее принцессу, будет сжигать близ-стоящих врагов и некоторые объекты. Во время бега и прыжков, Пич будет создавать землетрясение.
- Спокойствие (Зелёное сердце) — Пич успокоится и будет радостно хихикать и хлопать в ладоши, окутавшись в чистый пузырь света. Благодаря чему, у неё восстанавливается здоровье.

С помощью зонтика Перри, Пич может использовать множество способностей: Например, некоторых врагов нельзя победить, прыгнув на них сверху, поэтому последних можно либо ударить зонтиком, либо насадить их на кончик зонтика. Пойманного таким образом врага можно метнуть в других, либо поглотить, чтобы восполнить запас силы Эмоций. В процессе игры, зонтик Перри получает дополнительные способности:
- Bowlbrella (яп. どんぶらカッサー Донбура-Касса:, Перри-миска) — с помощью которой Пич может использовать Перри в качестве лодки и держаться на поверхности воды.
- Slidebrella (яп. コンベアカッサー Конбеа-касса:, Перри-конвейер) — позволяет Пич использовать ножку Перри как крючок, чтобы скатываться по натянутому канату.
- Subrella (яп. せんすいカッサー Сэнсуй-Касса:, Погружающийся Перри) — позволяет Пич использовать Перри в качестве подводной лодки, чтобы исследовать морские глубины.
- Dashbrella (яп. ダッシュアタックカッサー Дассю-Атакку-Касса:, Атака Пэрри рывком) — позволяет Пич бить врагов на ходу. Эту способность игрок получает после победы над финальным боссом.

Также в игре есть магазин, где игрок может покупать за собранные на уровнях монеты различные бонусы и расширения: увеличить шкалы здоровья и силы Эмоций, дополнительные способности для зонтика Перри (Например, способность планировать в небольшой промежуток времени; либо эффект падающей гири, позволяющий сотрясать землю и пробивать напольные блоки; либо стрелять заряженным энергетическим шаром), дополнительные уровни к мини-играм, и др.

## Бонусы
В бонусы игры входит словарь, пазлы, мини-игры, музыкальная шкатулка и повторное воспроизведение снов Перри. Имеются три мини-игры, разблокировать которые можно, найдя специальный бонус на уровнях. Во всех мини-играх игрок управляет Тоадом.

## Критика
| Сводный рейтинг       | Сводный рейтинг   |
| Агрегатор             | Оценка            |
| --------------------- | ----------------- |
| GameRankings          | 76,60 %           |
| Metacritic            | 75 % (48 обзоров) |
| Иноязычные издания    |                   |
| Издание               | Оценка            |
| 1UP.com               | B+                |
| AllGame               | [ 4 ]             |
| Eurogamer             | 6/10              |
| Famitsu               | 34/40             |
| Game Informer         | 8,75/10           |
| GamePro               | [ 8 ]             |
| GameRevolution        | C+                |
| GameSpot              | 7,2/10            |
| GameSpy               | [ 11 ]            |
| GamesRadar+           | [ 12 ]            |
| GameZone              | 8,8/10            |
| IGN                   | 7,8/10            |
| Nintendo World Report | 8/10              |
| ONM                   | 72 %              |
| X-Play                | [ 17 ]            |
| Русскоязычные издания |                   |
| Издание               | Оценка            |
| «Страна игр»          | 8/10              |

Super Princess Peach получила в целом положительные оценки от критиков, и получила средний рейтинг в 76,60 % на агрегаторе оценок GameRankings, и в 75 % на Metacritic.
Журналисты и фанаты положительно оценили игру, хваля интересный сюжет и дебют принцессы Пич в качестве игрового персонажа; но критиковался слишком простой игровой процесс и дизайн уровней. Обозреватель сайта GameSpy заметил, что большое количество внутриигровых предметов и настроение «радость» затрудняют возможность умереть. Рецензент IGN был более критичным, и раскритиковал Nintendo за то что она «отошла от своего пути» чтобы «скормить с ложечки» игроку большое количество подсказок и информации.
Характер игровой механики настроений, и маркетинговая кампания Nintendo также были упомянуты в некоторых обзорах. Райан Дэвис из GameSpot написал, что Nintendo вставила в игру «странные сексистские течения», в то время как обозреватель GameSpy размышлял о том, пытается ли Nintendo сказать, что все женщины «эмо». Крэйг Харрис из IGN написал, что ревью-копия, присланная ему, пришла в коробке с ароматом духов.
На момент 25 июля 2007 года по миру было продано 1,15 млн копий Super Princess Peach.